# Фармерс-Луп (Аляска)
Фармерс-Луп (англ. Farmers Loop) — переписна місцевість (CDP) в США, в окрузі Фербенкс-Норт-Стар штату Аляска. Населення — 4704 особи (2020).

## Географія
Фармерс-Луп розташований за координатами 64°54′30″ пн. ш. 147°41′55″ зх. д. / 64.90833° пн. ш. 147.69861° зх. д. (64.908224, -147.698661).  За даними Бюро перепису населення США в 2010 році переписна місцевість мала площу 56,71 км², з яких 56,65 км² — суходіл та 0,06 км² — водойми.

## Демографія
Згідно з переписом 2010 року, у переписній місцевості мешкали 4853 особи в 1920 домогосподарствах у складі 1293 родин. Густота населення становила 86 осіб/км².  Було 2106 помешкань (37/км²).
Расовий склад населення:
| - 84,0 % — білих - 6,3 % — корінних американців - 1,8 % — азіатів - 0,8 % — чорних або афроамериканців - 0,1 % — вихідців з тихоокеанських островів |

До двох чи більше рас належало 6,3 %. Частка іспаномовних становила 2,9 % від усіх жителів.
За віковим діапазоном населення розподілялося таким чином: 23,5 % — особи молодші 18 років, 68,2 % — особи у віці 18—64 років, 8,3 % — особи у віці 65 років та старші. Медіана віку мешканця становила 36,6 року. На 100 осіб жіночої статі у переписній місцевості припадало 111,4 чоловіків;  на 100 жінок у віці від 18 років та старших — 110,7 чоловіків також старших 18 років.
Середній дохід на одне домашнє господарство  становив 126 274 долари США (медіана — 100 703), а середній дохід на одну сім'ю — 146 576 доларів (медіана — 111 971). Медіана доходів становила 66 759 доларів для чоловіків та 67 670 доларів для жінок. За межею бідності перебувало 5,8 % осіб, у тому числі 8,8 % дітей у віці до 18 років та 0,0 % осіб у віці 65 років та старших.
Цивільне працевлаштоване населення становило 2379 осіб. Основні галузі зайнятості: освіта, охорона здоров'я та соціальна допомога — 20,3 %, мистецтво, розваги та відпочинок — 13,5 %, транспорт — 12,4 %, публічна адміністрація — 12,4 %.